# Одкровення Гавриїла
Одкровення Гавриїла — кам'яна табличка з 87 рядками тексту івритом, написаного чорнилом. Текст містить збірку коротких пророцтв, написаних від першої особи. Датується кінцем I століття до нашої ери або початком I століття нашої ери і вважається важливим для розуміння єврейських месіанських очікувань у період Другого Храму, хоча достовірність артефакту заперечується деякими дослідниками.

## Опис
Таблиця виготовлена з вапняку сірого кольору. Ширина таблиці 37 см, висота 93 см. Передня частина каменю відполірована, задня частина шорстка, що свідчить про те, що вона була встановлена в стіні. Фізичний аналіз каменю не виявив ніяких доказів сучасної обробки поверхні, а характеристики каменю відповідають породі на сході півострова Лісан на півдні Мертвого моря.
Таблиця містить 87 рядків тексту. Текст — це збірка коротких пророцтв, написаних від першої особи кимось, хто ідентифікує себе як янгола Гавриїла. Текст фрагментарний, тому значення досить невизначене. Цілком збереглося 30 рядків, в інших місцях шматки каменю збиті або чорнило стерлося чи вицвіло. Текст в цілому невідомий з інших джерел. Вважається дуже схожим на сувої Мертвого моря.
Форми букв і аналіз мови дозволяє датувати текст кінцем першого століття до н. е, втім, можлива і більш пізня датування. У тексті присутні в дещо зміненій формі цитати з книг пророків Осії, Єремії, Захарії і Даниїла.

## Історія
У 2000 році унікальний камінь придбав в Йорданії у торговця цінностями швейцарський колекціонер Девід Єзельсон, який не уявляв собі важливість безцінної знахідки. Про місце і час знахідки артефакту немає даних. Через кілька років про артефакт стало відомо ізраїльським дослідникам. Спеціаліст з івриту Ада Ярден разом зі своїм колегою Біньяміном Еліцуром, фахівцем з івриту періоду правління царя Ірода (40 — 4 рр. до н. е.), у 2003 році вивчили стелу і опублікували результати дослідження в ізраїльському журналі Cathedra.
Ювал Ґорен, професор археології з Університету Тель-Авіва, провівши хімічний аналіз стели і чорнила, підтвердив, що справжність не викликає сумнівів.
Ізраїль Кноль, експерт з талмудичних і біблійних мов Єврейського університету в Єрусалимі, прочитав в 80 рядку веління архангела Гавриїла: «встань із мертвих через три дні». Веління було направлено на єврейського ватажка повстання на ім'я Симон, який був страчений римлянами в 4 році до н. е. Про нього відомо з праць Йосипа Флавія. Кноль вважає, що знахідка «закликає до повної переоцінки всіх попередніх досліджень на тему месіанства, як єврейського, так і християнського».